# Боуман, Кристиан
Кристиан Боуман (англ. Christian Bowman; род. 11 марта 1975) — американский актёр. Наиболее известен благодаря роли Дирка в фильме «Code Enforcer» и роли Стива Дженкинса в телесериале «Остаться в живых».

## Биография
Кристиан Джейсон Боуман (англ. Christian Jason Bowman) родился 11 марта 1975 года в городе Гаррисберг, Пенсильвания, США. Он начал свою актёрскую карьеру в 2004 году, со съёмок в телесериале «Северный берег», где он сыграл Стива «Уилдо» Вилли в одном эпизоде. Он также имел периодическую роль Стива Дженкинса в телесериале «Остаться в живых» и агент Кинга в телесериале «Побег». Он играл одну из главных ролей в фильме «Code Enforcer», и был продюсером и режиссёром фильма «Studio Shot», в котором тоже снимался, играя парня по имени Дерек.

## Фильмография
| Год       |   | Русское название | Оригинальное название | Роль               |
| --------- | - | ---------------- | --------------------- | ------------------ |
| 2004      | с | Северный берег   | North Shore           | Стив «Уилдо» Вилли |
| 2004—2008 | с | Остаться в живых | Lost                  | Стив Дженкинс      |
| 2007—2008 | с | Побег            | Prison Break          | агент Кинг         |
| 2009      | ф |                  | Code Enforcer         | Дирк               |
| 2010      | ф |                  | Studio Shot           | Дерек              |